# Еврейско-романские языки
Еврейско-романские языки (еврейско-романские наречия) — условное название этно-конфессиональных идиомов, носителями которых были евреи, проживавшие в странах распространения романских языков.
В соответствии с географией проживания носителей романских языков, исповедовавших иудаизм, в лингвистической литературе встречаются упоминания о еврейско-французском, еврейско-итальянском, еврейско-окситанском, еврейско-португальском языках. Однако эти наречия, большей частью уже исчезнувшие (кроме еврейско-итальянского), не имели релевантных структурных показателей, которые четко отделяли бы их от окружающих идиомов. Речь идёт скорее не о языках как таковых, а о совокупности черт, характерных для языка написанных древнееврейской графикой памятников. Расхождения касались прежде всего лексического состава, что вполне объяснимо развитием языка в русле иной конфессиональной, культурной, литературной традиции. Так, характеристики, выделяемые, например, в еврейско-итальянском, совпадают с характеристиками южноитальянских диалектов и, в частности, римского, поскольку именно в Риме проживала большая часть приверженцев иудаизма.
Иная ситуация с еврейско-испанским (сефардским) языком, носители которого расселились по разным странам и континентам после изгнания в 1492 г. евреев из Испании. Еврейско-испанский обладает собственной оригинальной структурой и с конца XV в. развивался вне сферы влияния языка-основы, то есть испанского.

## Отдельные идиомы

### Ла’аз (еврейско-латинский)
Большая еврейская диаспора Римской империи говорила изначально по-гречески, но со временем в западной её части, особенно в Италии, стала переходить на народную латынь. Особых отличий речь евреев не носила, за исключением использования еврейского письма и отдельных лексических вкраплений из древнееврейского, арамейского и греческого.

### Еврейско-итальянские диалекты
В Италии выделяют не одно, а несколько наречий, среди которых еврейско-римское (которое чаще всего и именуется еврейско-итальянским) и еврейско-венецианское. В настоящее время незначительное число носителей еврейско-итальянского проживает в Риме и Ливорно.

### Иберо-романские
Еврейско-португальский диалект — вариант португальского языка, на котором говорили евреи в Португалии, а также эмигрировавшие в другие страны. Различаются следующие разновидности:
- еврейско-португальский Португалии до XV века — практически идентичный старопортугальскому с использованием древнееврейской лексики для соответствующих семантических полей и архаизмами и некоторыми испанскими вкраплениями.
- диалект крипто-еврейских общин (марранов) ((англ. Peninsular Judeo-Portuguese)), появившихся в Португалии в 1497 году после насильственного обращения евреев в христианство. В течение многих веков он функционировал как тайное арго (где сохранялись некоторые архаизмы и испанизмы) и до сих пор используется в некоторых общинах, прежде всего в Алгарве и вокруг Бельмонте.
- эмигрантский еврейско-португальский — диалект, сформировавшийся в общинах евреев и крипто-иудеев, начавших покидать Португалию с сер. XVI века и осевших прежде всего в Нидерландах, Германии, Италии, Англии, Франции, странах Латинской и Северной Америки. Сохранялся как первый язык в течение нескольких поколений, развиваясь независимо от португальского языка Португалии и, с одной стороны, впитавший много слов из окружающих языков, а с другой, сохранивший некоторые архаизмы. Использовался также в некоторых аспектах богослужения, сейчас практически везде вышел из употребления.

Еврейско-каталанский диалект (каталанит) — вариант каталанского языка, использовавшийся евреями Каталонии и Балеарских островов до изгнания евреев из Испании в 1492 году.
Еврейско-арагонский диалект — вариант староарагонского языка, был распространён среди евреев Арагона (северо-восток современной Испании) до изгнания евреев из Испании в 1492 году. В дальнейшем, среди евреев, оставшихся в Испании (марранов), он был вытеснен испанским языком, среди бежавших в Европу — сначала еврейско-испанским, затем языками окружающего населения, а среди основной массы, бежавшей в Северную Африку и пределы Османской империи, был вытеснен сефардским языком, оказав на него незначительное влияние.
Еврейско-испанский диалект — изначально вариант старокастильского языка, практически не отличавшийся от современных ему кастильских диалектов, особенно южных регионов (Валенсия, Мурсия и Андалусия). Ситуация резко изменилась в 1492 году, когда евреи Испании были поставлены перед выбором: изгнание или принятие христианства.
- Часть евреев бежала в Португалию и впоследствии вместе с португальскими евреями либо стала крипто-иудеями, либо бежала в страны Западной Европы, где вскоре перешла на окружающие языки.
- Основная масса — т. н. сефарды — рассеялась по Северной Африке и особенно по Османской империи, где на основе их диалектов сформировалось особое наречие — т. н. сефардский язык. Он использует собственную систему орфографии, но взаимопонимаем с современным испанским. Помимо него выделяют другую еврейско-испанскую разновидность:
- ладино — традиционный язык еврейско-испанской религиозной литературы, сложившийся к XIII в., ещё до изгнания евреев, и впоследствии существовавший как особая разновидность внутри сефардского языка, прежде всего язык переводов Библии, содержащий массу заимствований и калек из иврита и копирующий синтаксис иврита. Термином «ладино» нередко называют сефардский язык в целом; в этом значении он был употребителен до конца XIX в.

### Галло-романские
Еврейско-окситанский диалект (шуадит) — совокупность еврейских вариантов различных диалектов окситанского. Вышел из употребления в конце XVIII в. — начале XIX в. Можно говорить о нескольких разновидностях этого идиома:
- еврейско-старо-окситанский — вариант старо-окситанского языка, практически идентичный ему. Существовал до изгнания евреев из южной Франции в 1498 году (окончательно в 1501).
- еврейско-провансальский диалект (еврейско-контаденский) — несколько креолизованный (с элементами древнееврейского) диалект контаденских евреев (Juifs comtadins), единственной группы евреев, сохранявшейся на территории Франции между 1501 и 1791 годами в графстве Конта-Венессен. Последний носитель этого диалекта, Арман Люнель[англ.], умер в 1977 году.
- литературный еврейско-провансальский язык — литературный язык контаденских евреев, пользовавшийся еврейским алфавитом и свободный от элементов креолизации, характерных для разговорной речи. Очень близок провансальскому варианту литературного окситанского языка. Он зафиксирован в «Оброс», песнях, в которых чередуются стихи на древнееврейском и на еврейско-провансальском языке; они исполнялись в Пурим, перед обрядом обрезания и в других торжественных случаях.

Еврейско-французский диалект (царфатский, Western Loez) — совокупность вымерших еврейских вариантов различных диалектов старофранцузского, на которых в Средние века говорили евреи северной Франции, исторических Нидерландов и западной Германии (Майнц, Франкфурт-на-Майне, Ахен). Фактически изначальный язык ашкеназской общности. Исчез после изгнания евреев из северной Франции в 1394 году, так как евреи Германии постепенно перешли на окружающие средненемецкие диалекты, на основе которых впоследствии сформировался идиш. Был практически идентичен соответствующим диалектам старофранцузского (известны тексты на шампанском, лотарингском, бургундском и нормандском диалектах). Название «царфатский» происходит от древнееврейского названия Франции Zarephath (др.-евр. צרפת‬, ts-r-f-t, Царфат, изначально название города Сарепта), по одной из версий, потому, что еврейские буквы ts-r-f, если прочитать их в обратном порядке, дают f-r-ts (хотя в то время «к» в слове «франк» ещё не перешло в «ц»).
Письменные памятники еврейской диаспоры во всех романских странах записывались до начала XIX в. древнееврейским алфавитом.